# Obrzęd religijny
Obrzęd religijny – system czynności pozwalających, wedle danej wiary, uzyskać zamierzony przez wyznawców cel. Często zawiera w sobie elementy magii.

## Rodzaje obrzędów
Obrzędy religijne dają się zazwyczaj dzielić na kilka rodzajów:
- Dziękczynne
- Błagalne
- Spajające – obrzędy polegające na zacieśnieniu więzów między religią a wyznawcą.

## Obrzędy w małych religiach

### Teoria obrzędów
Obrzędy w małych społeczeństwach trudno usystematyzować i sprecyzować, przede wszystkim z powodu wielości samych społeczeństw. Obrzędy bowiem, zależą od szeregu czynników, które dla rozjaśnienia sprawy można nazwać warstwami:
1. Lokalna teologia (względnie pneumologia) – czynnik 1 warstwy – najbardziej widoczny
2. Lokalna etyka i ustrój – czynnik 2 warstwy – nie zawsze widoczny na pierwszy rzut oka
3. Lokalne warunki – czynnik 3 warstwy – źródło.

A zatem poczynając od źródła: warunki w plemieniu (liczba osób, miejsce bytowania, klimat, dostępność pożywienia i wiele, wiele innych) kształtują a potem wręcz narzucają odpowiednią etykę, która systematyzuje, reguluje i stabilizuje życie społeczne, co przekłada się zaś na subiektywne pojmowanie świata (etyka bowiem, stanowi dla znającego pojęcie, ale niebędącego biegłym w socjologii czy antropologii artefakt JEGO własnej tradycji – działa to na zasadzie "Co zastałem to pielęgnuję uważając za prawidłowe i normalne") implikujące daną teologię, która z kolei implikuje określone obrzędy.

### Praktyka
Na poparcie powyższych tez, można przyjrzeć się bliżej plemionom Indian z północno-zachodniego wybrzeża.
Lud Saliszów jest jedynym ludem, w którym "ustrój" możemy nazwać demokracją (z udziałem "prezydenta", którym jest tu wódz), co wiąże się z wartością i poszanowaniem drugiego człowieka. Jeśli wziąć pod uwagę, że lud ten jest dość spory, to źródłem wszystkich praw będzie właśnie liczba osób, co implikuje umiarkowany szacunek (czynnik drugiej warstwy – etyczny), by grupa była zgrana i trwała. Pneumologia również jest podporządkowana owym wymogom. Ważną rolę (jak w każdej społeczności wybrzeża) odgrywają w życiu religijnym maski rytualne – tutaj jedynym ich rodzajem jest swaixwe. Tutaj wierzy się, że każdy z wodzów ma swojego dobrego ducha-opiekuna, a on sam dostaje prawo do noszenia maski od istot nadprzyrodzonych. Maska jest więc tutaj czymś bardzo drogim tutejszym osadnikom, maska manifestuje wyjątkowość danej chwili, podsyca demokrację a jednocześnie rolę wodza. Wiąże się z tym więc fakt rytuału tu panującego. Jako że maska jest wyjątkowa, zakładają ją też tancerze z okazji urodzenia dziecka, nadania imienia czy też zaślubin, a sam fakt jej założenia jest powodem szacunku nie tylko dla tego kto ją nosił, ale też dla tego, dla którego tańczył – oczywiście z powodów czysto religijnych.
Drugim ludem wartym omówienia, by pokazać zależności między warunkami, ustrojem, etyką i w końcu ich manifestem czyli rytuałami, jest lud Kwakiutlów. Ich cechą jest to, że mają spore osiągnięcia na polu sztuki (źródło), co powoduje w nich dumę i brak szacunku dla zdobyczy innych ludów, a dla obcującego z tym ludem jest dowodem ich arogancji. To sprawia, że są grupą dość zamkniętą i niechętnie odwiedzaną, co zacieśnia ich więzy i manifestuje się w rytuałach. Chociażby takim: członkowie plemienia odtwarzali jakąś pomyślną akcję z przeszłości, wiążącą się z sukcesem, po czym wchodził duch porywający nowicjusza i obdarzał go szczególną siłą. Potem ten chwalił się członkom zgromadzenia, jakich doznał łask. Podnosiło to zarówno jego rangę jak i rosnącej w siłę wsi – podnosiła się tym samym pycha ludzi.
Innym przykładem może być plemię Bella Coola, żyjące z powodu swej historii (źródło) jako bardzo zwarta grupa. Jest to przyczyną solidarności i harmonii występujących w tej grupie. Sprawia też dążenie do jedności. Rytuały religijne więc są – paradoksalnie – podobne do tych u Kwakiutli, ale stworzone naturalnie w innym celu. Tam miały one za zadanie pokazać szczególność owego plemienia, a tutaj zacieśnić więzy – co z pewnością się udaje.

## Obrzędy w wielkich religiach
Im większa religia tym mniej obrzędów, bardziej liczy się tutaj wiara niż czyn rytualny, uprawiany bez zastanowienia się, jak np. modlitwa mówiona z pamięci, bez zastanowienia się nad słowami – która jest krytykowana chociażby przez duchownych katolickich. Obrzędom podlegają głównie rewolucje, duże zmiany w życiu, jak ślub, narodziny (żydowskie obrzezanie), czy śmierć (zwyczaj chowania zmarłych).
Wyróżniającym się obrzędem – który można zaliczyć do kategorii spajających – jest msza święta, która dla wyznawców tej religii jest połączeniem się, zjednaniem (czyli komunią) z Chrystusem.
Innym rodzajem obrzędu, który można w zależności od celu w danej chwili zaliczyć albo do błagalnego albo do dziękczynnego rodzaju, jest multireligijna modlitwa.